# Vetenskapsakademien Leopoldina

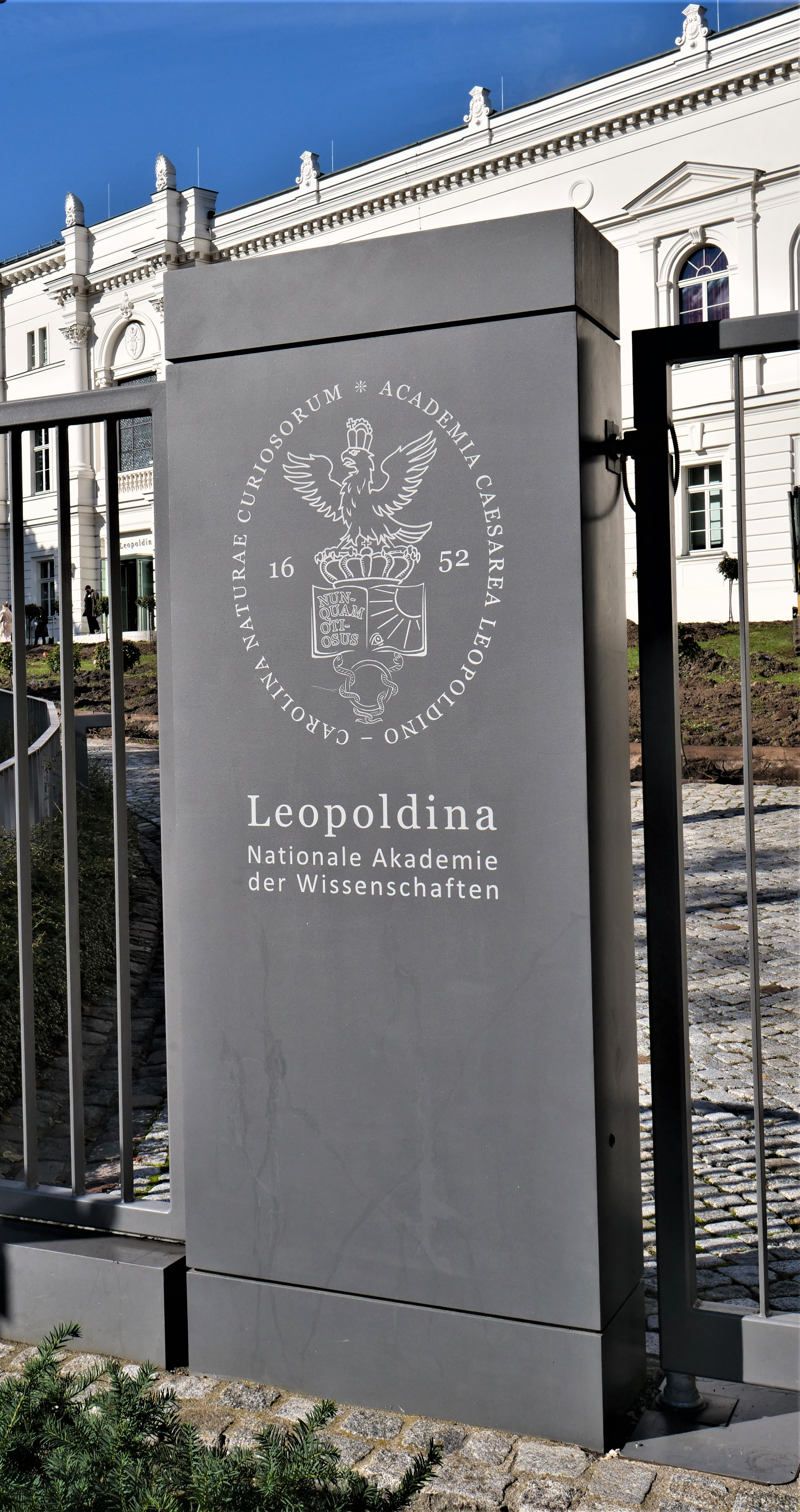
Vetenskapsakademien Leopoldina.

Vetenskapsakademien Leopoldina (tyska Deutsche Akademie der Naturforscher Leopoldina – Nationale Akademie der Wissenschaften) är Tysklands nationella vetenskapsakademi. Den bildades 1652 och är världens äldsta vetenskapsakademi.